# Ahmed Belgasem
Ahmed Youssef Belgasem (em árabe: أحمد يوسف بالقاسم; nascido em 15 de outubro de 1987) é um ciclista líbio.
Representou o seu país nos Jogos Olímpicos de 2008, realizados em Pequim, na República Popular da China, onde competiu na prova de estrada. Belgasem, no entanto, não terminou a corrida, antes de atingir os 150,2 km do percurso.